# Caesar Ernst Albrecht Krause
Cäsar Ernst Albrecht Krause, auch Albrecht Krause (* 12. November 1838 in Grätz (Grodzisk Wielkopolski); † 14. November 1902 in Hamburg), war ein deutscher evangelisch-lutherischer Geistlicher.

## Leben
Cäsar Ernst Albrecht Krause war ein Sohn des Pastors Cäsar Wilhelm Alexander Krause und dessen Ehefrau Auguste Christiane Louise, geborene Ziedler (1811–1888). Der Arzt Rudolf Krause war sein älterer Bruder. Er wuchs in Breslau und ab 1856 in Hamburg auf, wo er sein Abitur auf der Gelehrtenschule des Johanneums ablegte. Ab 1858 studierte er Philosophie und Evangelische Theologie an den Universitäten Breslau, Jena und Berlin. Während seines Studiums in Jena wurde er 1859 Mitglied der Studentenverbindung und späteren Turnerschaft Salia Jena. 1861 wurde er in Jena mit einer von Kuno Fischer betreuten Dissertation Über das Verhältnis des Unendlichen zur Erkenntnis zum Dr. phil. promoviert.
Nach bestandenem Examen wurde er 1861 Kandidat des Hamburgischen Geistlichen Ministeriums. 1862 erhielt er seine erste Pfarrstelle als Diaconus (3. Pastor) an der Hauptkirche Sankt Katharinen. Durch seine freisinnigen Predigten, in denen er eine „heutige, edlere und vernünftigere“ Auffassung des Christentums vertrat, erregte er bald Aufsehen, aber auch Kritik. Daneben hielt er Vorlesungen in Philosophie am Hamburger Akademischen Gymnasium bis zu dessen Aufhebung 1883 und publizierte über Immanuel Kant, insbesondere über dessen opus postumum, das er herausgab. Das Manuskript hatte Krause 1884 von Kants Urgroßneffen erworben; erst 1999 kam es mit Hilfe der Zeit-Stiftung an die Staatsbibliothek Berlin.
1895 wurde er Hauptpastor von St. Katharinen. In seine Amtszeit fielen die erhebliche Verkleinerung des Kirchspiels der Katharinenkirche durch den Bau der Speicherstadt ab 1883 sowie die Folgen der Choleraepidemie von 1892. Zum Ausgleich für das durch die Speicherstadt verlorene Gemeindegebiet wurde 1887 das Arbeiterviertel Hammerbrook nach St. Katharinen umgepfarrt. Dies wiederum führte zu Diskussionen um den Erhalt der Katharinenkirche oder eine Verlegung, die erst mit dem Bau der St.-Annen-Kirche als zusätzlicher Kirche für Hammerbrook 1898–1901 (zerstört 1943) ihr Ende fanden.
Seit 1884 war er verheiratet mit Johanna Friederike Ferdinande Jenny, geb. Bertram (* 1858 in Rio Grande do Sul; † 1939 in Hamburg).
Krauses Porträt-Epitaph von Martin Rehder wurde mit der Kirche 1943 zerstört.

## Werke
- Das Evangelium des Herzens in Geist und Geschichte: durch sechsunddreißg zusammenhängende Predigten skizzirt. Hamburg: Niemeyer 1863–1866
- Gesetze des menschlichen Herzens wissenschaftlich dargestellt als die formale Logik des reinen Gefühles. Lahr: Schauenburg 1876
- Kant und Helmholtz über den Ursprung und die Bedeutung der Raumanschauung und der geometrischen Axiome. Lahr: Schauenburg 1878 (Digitalisat)
- Populäre Darstellung von Immanuel Kant’s Kritik der reinen Vernunft. Lahr: Schauenburg 1881, 2. Auflage 1882
- Zur Widerlegung des Satzes: Ueber den Geschmack lässt sich nicht streiten. Lahr: Schauenburg 1882
- Immanuel Kant wider Kuno Fischer: zum ersten Male mit Hülfe des verloren gewesenen Hauptwerkes "Vom Übergang von der Metaphysik zur Physik" vertheidigt. Hamburg: Boysen 1884
- (Hrsg.) Das nachgelassene Werk Immanuel Kant’s: vom Uebergange von den metaphysischen Anfangsgründen der Naturwissenschaft zur Physik mit Belegen populär-wissenschaftlich dargestellt. Frankfurt a. M.; Lahr: Schauenburg 1888
- Hamburg's Anfechtung, Bewährung, Errettung: Predigt über Jacobus 1,12 aus der Zeit des Kampfes mit der Cholera am 2. October 1892 Hamburg: Rademacher 1892, 5. Auflage 1897
- Die letzten Gedanken Immanuel Kants: der Transscendental-Philosophie höchster Standpunkt: Von Gott, der Welt und dem Menschen, welcher beide verbindet; aus Kants hinterlassenem Manuscript. Hamburg: Boysen 1902